# Фијат G.80
Фиат G.80 је италијански школски авион на млазни погон кога је развио Фиат.

## Пројектовање и развој
Фиат G.80-1B је био први авион на млазни погон развијен у Италији. Прототип је полетео 9. децембра 1951. После прве етапе летачких испитивања на аеродрому Фијат у Торину, летелица је пребачена на даља испитивања у ваздухопловну базу Амендола, где се 9. маја 1952. срушио. 
Инжењер Ђузепе Габријели је наставио развој прототипа G.80-2B са измењеним пројектом као G.80-3B, који је полетео 19. марта 1953. Све ове прототипове покретао је турбомлазни мотор de Havilland Goblin 35.
Након ових испитивања дефинитивно је утврђено да инсталисани мотор нема довољно снага за овај авион па се приступило изради прототипа  G.82 са мотором Rolls-Royce Nene 2/21 turbojet, потиска 22 kN, који је први пут полетео 23. маја 1954. Овај авион је испунио очекивања и пројектаната и стручњака из Ратног ваздухопловства. У паралелном тестирању G.82 се показао бољи од Локида Т-33. Нажалост Фиат није могао да добије трку у комерцијалним условима које је понудио Локид.

## Технички опис
Фиат G.80 је једномоторни авион, нискокрилац, двосед, са стајним органима типа трицикл, са бочним уводницима ваздуха и са класичним механичким командама лета.
Труп авиона је потпуно металне конструкције углавном од дуралуминијума са оплатом од алуминијумског лима причвршћене закивцима са упуштеном главом. У трупу су смештена два кокпита у тандем распореду са удвојеним командама. Оба кокпита су покривена провидним поклопцем у облику капље. Мотор је смештен у репу авиона а у трупу резервоари са горивом.
Погонска група у авион је угрђен турбомлазни мотор de Havilland Goblin 35 са потиском од 15,57 kN. Код прототипа G.82 уграђен је мотор Rolls-Royce Nene 2/21 turbojet, потиска 22 kN.
Крило је управно на труп авиона, трапезног облика без угла диедра и стреле. Носаећа конструкција и оплата су од дуралуминијума спајане закивцима. Кроз крила су провучене све неопходне инсталације за нормално функционисање авиона на земљи и у лету. 
Репне површине су класичне: један вертикални стабилизатор са кормилом правца, два хоризонтална стабилизатора са кормилима дубине. Сви елементи репа су металне конструкције са облогом од ал-лима.
Стајни трап је типа трицикл: испод кљуна авиона се налази једна стајна нога са точком који се у току лета увлачио у труп авиона. Испод крила су се налазиле две главне ноге стајног трапа које су се у току лета увлачиле према трупу авиона. Сви точкови су били опремљени кочницама а стајне ноге уљним амортизерима. Гуме на точковима су биле нископритисне.

## Наоружање
Авион је наоружан следећим оружјем: 2 х Colt-Browning M3 фиксна митраљеза кал. 12,7mm у трупу, 2 х 230kg бомби и 8 x HVAR ракета.
| Наоружање авиона: Фиат         |                    |
| Ватрено (стрељачко) наоружање  |                    |
| Топ                            |                    |
| Митраљез                       |                    |
| Број и ознака митраљеза        | 2хColt-Browning M3 |
| Калибар                        | 12,7               |
| Бомбардерско наоружање (бомбе) |                    |
| Класичне авио бомбе            | 230                |
| Укупна маса                    | 460                |
| Број тачака за подвешавање     | 2                  |
| Ракетно наоружање (ракете)     |                    |
| Број и ознака ракета           | 8 x HVAR           |

## Верзије
- G.80-1B - прототип (направљено 2 ком.)
- G.80-3B - претсеријска верзија (направљено 3 ком.)
- G.81 - производна верзија G.80 (није направљена, развој је отказан у корист G.82)
- G.82 - прототипови за НАТО такмичење (направљено 2 ком.) и четири произведена
- G.84 - верзија са мотором Аллисон Ј35 (није направљена)

## Оперативно коришћење
Није дошло до оперативне употребе ових авиона. Они су само као прототипови опитовани у фабричком и државном испитивању.
Иако је у оперативном смислу овај авион био безначајан, он је одиграо веома важну улогу у прескакању технолошког јаза између америчке и британске авио индустије са једне страна и италијанске. Захваљујући лиценцној производњи британских и америчких авиона и млазних мотора као и на основу стечених искуства у властитој конструкцији малзних авиона Фиатови конструктори на челу са инж. Ђузепе Габријелијем направили су авион Фиат G.91 који је победио на НАТО конкурсу за најбољи лаки ловац, и на тај начин ухватили корак са модерним авио индустријама света.

### Сачувани примерци
Фиат G.80-3Б војне регистрације Италијанског ратног ваздухопловства ММ53882/РС-22, раније изложен у Пратица ди Маре, сада се чува у спектакуларном музеју Museo Storico, Vigna di Valle Italia.

## Земље које су користиле авион
- Италија